# Слоновская организованная преступная группировка
Слоно́вская организо́ванная престу́пная группиро́вка («Слоны») — крупнейшая ОПГ Рязанской области и одна из мощнейших преступных группировок в СНГ 1990-х годов, существовала до 1996 года.
Основателями группы были водитель Н. И. Максимов и таксист В. Е. Ермолов, по кличке «Слон». Они прошли путь от вымогателей, организаторов схем по мошенничеству при покупке и продаже машин до лидеров крупнейшей в России организованной преступной группы.
На пике развития Слоновская организованная преступная группировка стала единственной в Рязани. На её счету не менее 85 заказных убийств, а также участие в нескольких криминальных войнах. Наиболее кровопролитным стало противостояние с Айрапетовской ОПГ. В начале 2000-х годов деятельность ОПГ была пресечена правоохранительными органами. Хоть многие участники группы и получили тюремные сроки, её лидеры сумели скрыться и их дальнейшая судьба остаётся неизвестной.

## История создания
Организованные преступные группировки стали появляться в России во времена социально-экономических реформ конца 1980-х — начала 1990-х годов. Реформы этого периода привели к обнищанию одной части населения и, наоборот, обогащению другой, то есть к увеличению социального неравенства. Не обошли эти процессы и Рязань.
Слоновская ОПГ появилась в Рязани в 1991 году. Первоначальное её название было «Презентовская» ОПГ (по месту собрания штаба в рязанском ресторане «Презент»). Её лидерами являлись бывшие водитель заместителя рязанского городского прокурора Николай Иванович Максимов 1954 года рождения по прозвищу Макс и таксист Вячеслав Евгеньевич Ермолов 1962 года рождения по прозвищу Слон. В честь последнего группировка впоследствии и получила своё окончательное название. Первоначально группа Слона и Макса взялась за находившуюся тогда в зените популярности игру в «напёрстки». Получив опыт вымогательства, новая ОПГ стала заниматься более серьёзными делами. Когда в России начался так называемый период «автомобильного бума», бандиты стали заниматься мошенничеством в отношении покупателей и продавцов машин, в результате чего те оставались без денег и без машин. Однако вскоре группа была арестована. Максимов взял вину за мошенничество на себя и был осуждён условно, а в действиях Ермолова суд не нашёл состава преступления.

## Начало активной деятельности
В начале 1990-х годов основными объектами деятельности для бандитов стали кооператоры, бизнесмены, «челноки», у которых они вымогали деньги. Данный вид криминального заработка получил название «рэкет». Руководство большинства рязанских фирм тех лет систематически нарушало экономическое законодательство России, поэтому предприниматели предпочитали платить бандитам, а не навлекать на себя проверки, обращаясь в милицию.
«Слоновские» одними из первых стали заниматься рэкетом в Рязани. При этом они вымогали деньги даже с некоммерческих и, более того, убыточных предприятий. Каждый новый член ОПГ в качестве испытания на профпригодность должен был отыскать новую точку, которую можно было бы рэкетировать.
Наконец, доход, получаемый с мелких предпринимателей, уже не был достаточен для бандитов. Их стала больше интересовать производственная сфера. Делались первые попытки взять под криминальный контроль крупные предприятия. Для этого умело использовались средства, полученные от рэкета, грабежей и махинаций.

## Борьба с другими ОПГ

Виктор Айрапетов

Кроме Слоновской ОПГ в начале 1990-х годов в Рязани действовали ещё три крупных ОПГ — Архиповская, Кочетковская и Айрапетовская. Все они получили названия от фамилий своих лидеров.
Поначалу все спорные вопросы между разными группировками удавалось решать мирным путём, для чего регулярно созывались встречи, называемые «стрелками». Однако противоречия всё более обострялись, поскольку добровольно свои позиции никакая из рязанских ОПГ сдавать не желала. Война между группировками была неизбежна.
Атмосфера стабильного сосуществования группировок была нарушена в марте 1993 года, когда на «стрелке» Слоновской и Айрапетовской ОПГ произошла драка между их лидерами — Вячеславом Ермоловым и Виктором Айрапетовым. Спортсмен-разрядник Айрапетов по кличке «Витя Рязанский» жестоко избил Слона. Максимов и Ермолов решили отомстить. Сначала бандиты ворвались в баню на улице Чапаева, где отдыхали «айрапетовцы», и избили их. Самого Вити Рязанского там не оказалось, поэтому Слон не считал вопрос завершённым.

Члены Слоновской ОПГ. Третий слева — Вячеслав Ермолов

25 ноября 1993 года пятеро неизвестных киллеров с автоматами ворвались в клуб завода «Рязсельмаш» и открыли шквальный огонь по находившимся там «айрапетовским». Сам Виктор Айрапетов сумел спрятаться за колонну и уцелеть, однако 8 членов его группировки были убиты, ещё 9 — ранены. После этого Витя Рязанский перебрался в Москву, но и оттуда он продолжал руководить своими бойцами. 31 марта 1994 года во дворе дома № 27 по Касимовскому шоссе четырьмя выстрелами из пистолета был убит Максимов.

Результаты взрыва

Понимая, что убив только одного соперника, он не добьётся окончательной победы, Айрапетов решил уничтожить и Ермолова. Во время отпевания Максимова в храме Вознесения Господня, 3 апреля 1994 года, внутрь с кейсом взрывчатки должен был проникнуть член Айрапетовской ОПГ Сергей Маникин, один из заметных в прошлом футболистов рязанского «Торпедо» (играл там до 1991 г. включительно, два следующих года, 1993 - неполный, выступал за команду с Сахалина), а затем взорвать церковь со всеми находившимися в ней с помощью радиоуправляемого взрывателя. Однако, когда Маникину оставалось 150 метров до церкви, взрыватель неожиданно сработал от пульта автомобильной сигнализации одного из гостей. Раздался сильный взрыв. Охранники Слона, прибежав к месту взрыва, обнаружили там изуродованное тело киллера, которому оторвало обе ноги и взрывной волной забросило их на дерево, но который был ещё жив. Они заявили ему: «Скажешь, кто послал — вызовем „скорую“», однако Маникин спустя 15 минут скончался. Верующие жители Рязани до сих пор считают преждевременный взрыв божественным проявлением.

Тело Николая Максимова

После гибели лидера, ОПГ, как правило, распадаются, но Вячеслав Ермолов сумел удержать за собой лидирующие позиции и наладить железную дисциплину. Первоочерёдной задачей Слоновской ОПГ стало убийство Айрапетова. 3 июля 1994 года бандиты убили брата Айрапетова Сергея, который не имел никакого отношения к криминалу, только для того, чтобы выманить на его похороны Витю Рязанского. Тот не приехал, но дал команду членам своей ОПГ отомстить. Когда по убитому брату Айрапетова устраивали на девятый день поминки, 12 июля 1994 года, в офисе фирмы «Деловой мир» был застрелен главный помощник Ермолова Александр Милидин по кличке «Кока». Затем была предпринята попытка взорвать ресторан в Рязанском речном порту, где собирались «слоны», но она провалилась.
Слон временно отошёл от криминальной деятельности. Однажды, когда его необходимо было доставить для допроса в РУБОП по Рязанской области, к нему на квартиру послали наряд ОМОНа. Ермолов подумал, что к нему приехали киллеры, и отказывался открывать дверь, пока не дозвонился до начальника управления. Когда его всё-таки доставили на допрос, произошёл курьёзный случай — в кабинете следователя под гигантом Ермоловым развалился стул. Поднявшись, Слон сказал: «Ничего, когда мы придём к власти — у вас будут крепкие стулья».
Пока Слоновская ОПГ не предпринимала никаких активных действий, стали активизироваться другие группировки Рязани. Хозяин магазина «Встречная торговля» Дмитрий Кочетков, не имея авторитета среди славянских бандитов, привёз в Рязань чеченцев, и те стали осваиваться в городе. Однако, 18 ноября 1994 года Кочетков был убит девятью выстрелами из ТТ во дворе своего дома по улице Павлова. По некоторым данным, это преступление также было делом рук «слонов». Позже были убиты несколько подчинённых Кочеткову чеченских бандитов. После этого чеченцы покинули Рязань, и Кочетковская ОПГ прекратила своё существование.
На 1994 год пришёлся пик активности в России так называемых «финансовых пирамид», таких, как «МММ» или НРПФ «Север». 25 ноября 1994 года был убит директор известной рязанской финансовой пирамиды «Приоритетная интернациональная компания» (ПИКО) Сергей Княжский. Княжский работал с Ермоловым, однако после того, как обманутые вкладчики потребовали вернуть около 17 миллиардов рублей, Слон решил его убрать, для чего послал одного из своих киллеров, Алексея Сергеева.

Леонид Степахов (Пузырь)

Оправившись от предыдущих поражений, «слоны» стали возвращать свои позиции. 6 февраля 1995 года был убит Александр Архипов, спустя некоторое время — его преемник Ермошин. Архиповская ОПГ  потеряла былую мощь и уже не могла конкурировать со «слонами». Оба заказа исполнил киллер Степахов.

Сергей Филаретов (Феликс)

Весной 1995 года к ОПГ присоединился криминальный авторитет Филаретов по кличке «Феликс». Он старался внедрить в банде чуждые «слонам» воровские законы, регулярно поставлял в тюрьмы и колонии так называемый «грев», помощь осуждённым. Его любимой поговоркой была: «Оружие — это деньги, деньги — это власть».
Летом 1995 года был убит директор рязанского мясокомбината Василий Панарин. Мясокомбинат контролировала группировка некоего Чекирова, друга Филаретова. Незадолго до своей смерти директор пытался перейти под «крышу» Слоновской ОПГ. Узнав об этом, Чекиров с подручными расстреляли директора. Он рассчитывал, что запуганный им коллектив комбината выберет его директором. Феликс 11 декабря 1995 года по приказу Ермолова убил Чекирова и двух его сообщников. Убийство Панарина всколыхнуло предпринимателей Рязани. На совещании с участием представителя Президента России они призвали губернатора и правоохранительные органы защитить их от беспредела бандитов. После этого была проведена смена руководства. Пост начальника Рязанского ГУВД вместо генерала Владимира Палченкова занял Иван Перов, который начал проводить активную работу в отношении Слоновской группировки.
В это время Айрапетов жил в престижном районе Москвы — Крылатском. На его ликвидацию «слоны» бросили все силы. 19 ноября 1995 года автомобили, в которых ехали Витя Рязанский и его охрана, были остановлены неизвестными в масках, представившимися московским ОМОНом, на пересечении Рублёвского шоссе и Осеннего бульвара. Они надели на всех присутствовавших наручники, забрали Айрапетова и увезли в неизвестном направлении. Спустя неделю на обочине Рязанского шоссе был обнаружен труп, опознанный как труп Айрапетова. Он был торжественно похоронен на Ваганьковском кладбище, однако, до сих пор многие сомневаются, что труп принадлежал действительно Айрапетову.
Всего же в период с 1994 по 1996 год, по некоторым оценкам, «слоны» совершили около 85 заказных убийств.

## Единовластное правление «слонов» в Рязани
После гибели Айрапетова у «слонов» больше не осталось серьёзных врагов, и тогда фактически они остались единственной функционирующей группировкой Рязани. Бандиты приезжали к предпринимателям домой, в офисы и правления, назначали суммы выплат. Тех, кто отказывался или не успевал заплатить, ждала расплата. Нередко даже попытка торговаться стоила  жизни. Так, 17-летний сын директора чаеразвесочной фабрики был застрелен в подъезде.
Бандиты брали дань даже с убыточных предприятий, колхозов, гаражных кооперативов, жэков. Жертвы рэкета сами привозили деньги в Рязань. Количество клиентов «слонов» стало настолько велико, что собирать их стали по определённым дням на центральном городском стадионе Рязани.
«Слоновские» решили обложить данью и цыган — торговцев наркотиками. Когда один из них отказался, бандиты зарубили его топором, а затем искалечили его беременную жену.
В декабре 1993 года в России произошли массовые махинации с почтово-кредитовыми авизо. «Слоны» также взяли на вооружение данный вид криминального заработка. Так, ими было похищено 900 миллионов рублей с помощью фальшивых авизо. Затем они предприняли неудачную попытку украсть уже 19 миллиардов. Если бы она была бы осуществлена, то стала бы крупнейшей кражей денег из Центрального Банка России.
«Слоны» работали в есенинских просторах — местах туристического паломничества Рязанской области. Как уже упоминалось выше, «слоны» использовали и финансовые пирамиды.
Вместе с тем, Ермолова стало беспокоить поведение членов его группировки Филаретова, Глазунова и Жукова, являвшихся приверженцами воровских идей. Для «слонов» они представляли серьёзную опасность, поскольку так называемые «воры в законе» могли составить им серьёзную конкуренцию в Рязани. 18 марта 1996 года киллеры Шпак, Садовов и Горелов вывезли Филаретова за город, убили ударами ножа, бросили в бочку и подожгли. Вскоре тело обнаружил патруль милиции, однако оно было опознано лишь через год. 19 марта бесследно исчез Жуков. Киллеры Ахметов и Сергеев 21 марта убили Глазунова, обставив убийство как бытовое. Жена Глазунова была тяжело ранена, но выжила.
Также «слоны» занимались благотворительностью. Оказывая помощь детским домам, на самом деле они готовили будущих киллеров. Так, воспитанник детдома Фроловский стал впоследствии членом Слоновской ОПГ и погиб, подорвавшись на бомбе.
Общественное мнение относительно «слоновских», по описанию документального фильма «Охота на слонов» из цикла «Криминальная Россия», снятого в 2001 году, было следующим:

...А власть над умами и душами горожан «слоны» уже имели. На фоне растущей безработицы и обнищания круто упакованные бандиты казались эталоном преуспевания. С одной стороны, они продолжали нагнетать над Рязанью атмосферу страха, с другой зависти и почитания. Работали на повышение престижа бандитов и средства массовой информации, кино и телевидение, для многих рязанских девушек пределом мечтаний о лучшей жизни стала возможность выйти замуж за «слона», многим из таких счастливиц вскоре пришлось стать вдовами...— «Охота на слонов»

## Участие «слонов» в тольяттинской криминальной войне

Александр Горелов (Морда)

Виталий Ахметов (Ахмет)

Ермолов имел достаточно тесные контакты с группировками из других областей. Особенно хорошие отношения сложились у «слонов» с волговской ОПГ из города Тольятти. Тольятти имел репутацию столицы заказных убийств в России, в то время там проходила криминальная война с большим числом жертв. «Волговские» вели смертельную войну с группировкой Владимира Вдовина по кличке Напарник. Для борьбы с ним лидер «волговских» Дмитрий Рузляев по кличке Дима Большой привлёк «слонов».
18 ноября 1994 года по договорённости с Рузляевым в Тольятти были направлены восемь киллеров-«слонов» во главе с Гореловым и Данилевичем. 24 ноября они провели первую акцию — Дмитрий Могучёв по кличке Ленин и Виталий Ахметов по кличке Ахмет у автостоянки несколько раз выстрелили в члена группировки Напарника, но тот остался жив. 28 ноября киллеры Теплов (Гном) и Захаров (Псих) успешно убили другого члена напарниковской ОПГ. 29 ноября Горелов и киллер Баринов обстреляли из гранатомёта дом тольяттинского криминального авторитета, однофамильца Слона, Олега Ермолова по кличке Тигра. Однако Горелов не справился с орудием, и снаряд попал в ермоловскую баню. Благодаря этому были обнаружены следы другого преступления — прямо в гараже, примыкавшем к бане, было найдено четыре забетонированных трупа с документами. Тигра от всего отказался, заявив, что не знает, как эти трупы попали к нему. Никаких доказательств против него не было, и Ермолова пришлось отпустить.

## Расследование, аресты и суд

Дмитрий Могучёв (Ленин)

Расследование деятельности слоновской ОПГ тормозилось отсутствием государственной программы по борьбе с организованной преступностью. Тем не менее необходимый материал был накоплен. В сентябре 1996 года несколько членов группировки были арестованы за похищение бизнесмена Ходжаева. Затем прошла волна арестов по всей Рязани. Всего за один день производилось до 100 обысков и задержаний. Помогать следствию приходилось даже губернатору Рязанской области Вячеславу Любимову.
Расследование тормозилось также нежеланием потерпевших идти на контакт с правоохранительными органами. Весьма тяжёлым оказалось расследование эпизодов вымогательства — бандиты признались, с кого и сколько получали денег, а жертвы рэкета — нет.
Постепенно арестовали многих активных членов группировки. Несмотря на то, что финансист «слоновских» Николай Савин изменил внешность, задержали и его. Однако Вячеслав Ермолов сумел скрыться. Бежали также и двое киллеров группировки — Сергей Данилевич по кличке Коля Тольяттинский и Александр Горелов по кличке Морда. Но основная часть киллеров во главе с Леонидом Степаховым (Пузырь), лично совершившим несколько убийств, была задержана.
Во время обыска в квартире одного из лидеров слоновской ОПГ была обнаружена видеокассета, на которой была запечатлена свадьба Валерия Спицына по кличке Валера Опасный, криминального авторитета из города Тольятти, и его водителя - Малюженко Алексея. Выяснилось, что среди гостей, помимо тольяттинских авторитетов, был и Ермолов. Так расследование деятельности группировки доросло до масштабов межобластного. 2 февраля 1997 года был арестован Рузляев с пистолетом Макарова в кармане. С Димы Большого была взята подписка о невыезде, однако, выйдя на свободу, он бежал. 24 апреля 1998 года он был расстрелян вместе со своей охраной. Затем произошёл пожар в здании Самарского ГУВД, где, среди прочего, сгорели и материалы по тольяттинским ОПГ.
Бандитам было предъявлено официальное обвинение в совершении ряда убийств, изнасилований, вымогательств, краж, мошенничеств.
13 января 2000 года был вынесен приговор в отношении 22 членов слоновской ОПГ, которые получили до 15 лет лишения свободы. Больше всех, по 15 лет, получили киллеры слоновской ОПГ Степахов и Сергеев. Поскольку судили их за преступления, совершённые до 1997 года, то на них распространялось действие старого Уголовного кодекса, а по нему это было максимальной мерой наказания после отмены в 1996 году смертной казни. Однако, по мнению следствия, говорить о полной ликвидации группировки было ещё рано. Более того, её лидер — Вячеслав Ермолов, и ряд активных членов ОПГ так и не были обнаружены. Поэтому, скорее всего, говорить об окончательной победе над «слонами» правоохранительных органов ещё рано.

## Дальнейшая судьба некоторых членов ОПГ
Ермолов,
Горелов, Могучёв, Коновалов, Нечушкин до сих пор находятся в федеральном розыске. По некоторым данным, Вячеслав Ермолов постоянно проживает в Евросоюзе, где занимается предпринимательством.

Сергей Данилевич (Коля Тольяттинский)

Леониду Степахову суд пересмотрел приговор и снизил срок заключения с 15 до 11,5 лет лишения свободы. Отсидев чуть более 4-х лет, Пузырь вышел на свободу условно-досрочно и скрылся. Позднее решение о смягчении наказания и условно-досрочном освобождении было отменено, но Степахова тогда найти не удалось. В 2006 году Степахов был вновь арестован и водворён в колонию.
При аналогичных обстоятельствах в 2004 году вышел по УДО убийца Вячеслав Пронин по кличке Прошка. Он получил 15 лет за то, что на глазах милиционеров зарезал в парке женщину (другие его убийства не доказаны). УДО не пересматривалось. Однако около 2019 года Прошка был уличён в распространении наркотиков в Рязани. Весной 2020 года он был осуждён на 3,5 года, отбывает наказание в рязанской ИК-2 и служит священником в тюремном храме.
Сергей Данилевич путём подделки документов сменил себе имя на Николая Тольяттинского и прожил остаток жизни в Рыбновском районе Рязанской области. В июне 2008 года могила Данилевича была обнаружена, его тело было эксгумировано и опознано, равно как и было установлено, что его смерть наступила в результате естественных причин.
10 июля 2007 года в одиночной камере СИЗО № 1 Рязани повесился тольяттинский уголовный авторитет Владимир Пчелин, который был ближайшим помощником Дмитрия Рузляева, и в Волговской ОПГ занимался связями с другими группировками страны, в частности, со Слоновской ОПГ.
Один из бывших членов Слоновской группировки Фёдор Провоторов (был известен под кличкой «Федя Лысый») с 1999 года ведёт политическую деятельность. В разное время занимал должности депутата Рязанской областной Думы, Рязанской и Касимовской городской Думы, мэра городов Рязань и Касимов. Ночью 2 сентября 2006 года на трассе Рязань-Клепики, управляя автомобилем Mercedes Benz ML 500 сбил двух подростков 14 и 18 лет, скончавшихся на месте. Вину за ДТП взял на себя депутат Касимовской районной думы Сергей Васин. Как выяснилось позже, Васину разбили лицо, а кровь нанесли на подушку безопасности и руль. Когда дело было отправлено в суд, выяснилось, что автомобилем управлял Провоторов. В результате против Провоторова было возбуждено уголовное дело по статье 306 «Заведомо ложный донос с искусственным созданием доказательств обвинения» и 264 «Нарушение правил дорожного движения при эксплуатации транспортных средств, повлёкшее по неосторожности смерть человека» УК РФ.